# Đại học Khoa học và Kỹ thuật Bình Nhưỡng

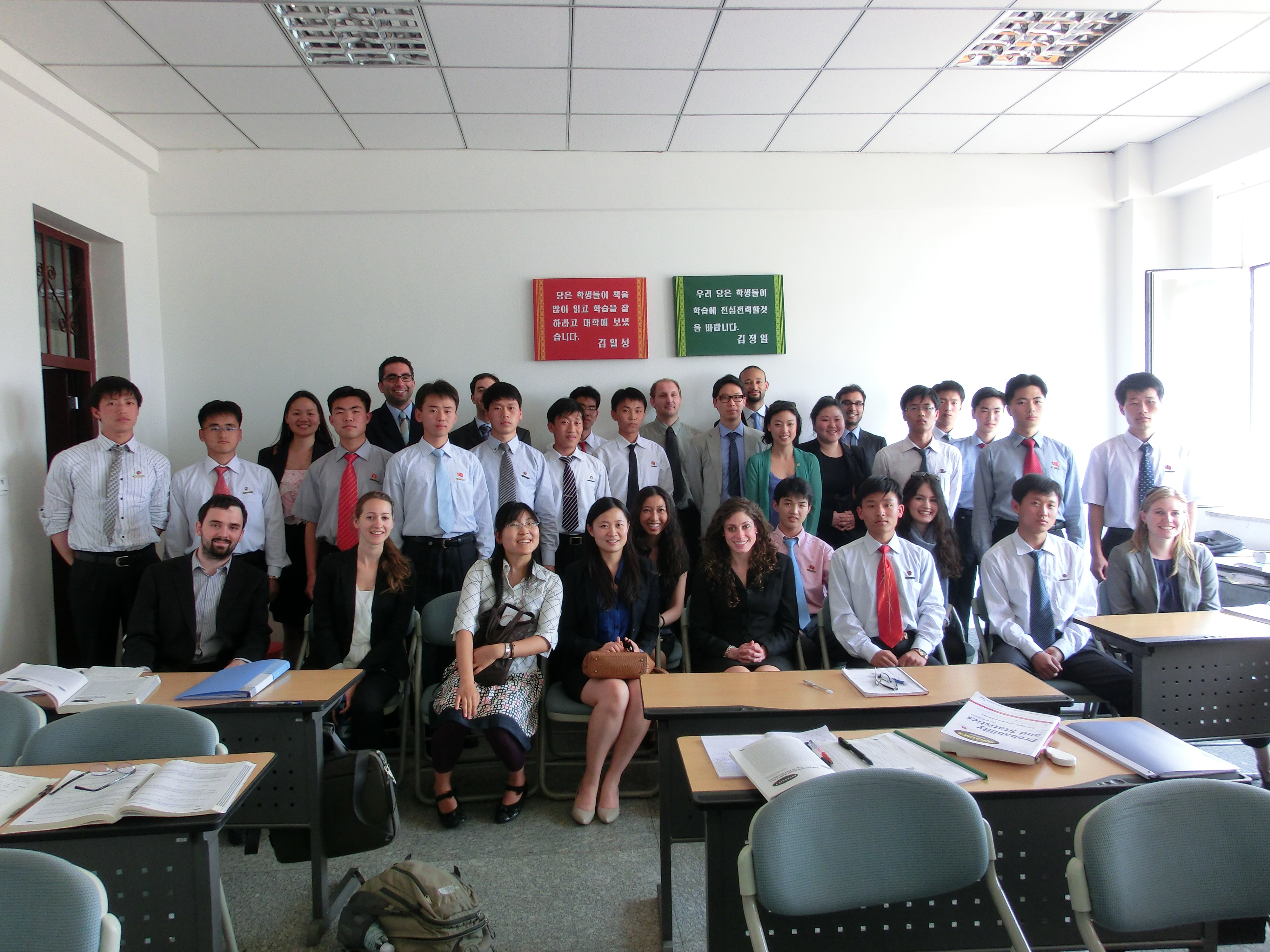
Sinh viên PUST chụp ảnh cùng những vị khách đến từ SIPA trong một lớp học toán của Giáo sư Tiến sĩ Jerome Philippe COSS, Ph.D..

Đại học Khoa học kỹ thuật Bình Nhưỡng (Pyongyang University of Science and Technology - PUST) là đại học tư thục đầu tiên tại Bắc Triều Tiên. Nó được thành lập, hoạt động và một phần được tài trợ bởi các hiệp hội và người dân ngoài nước. PUST đã được lên kế hoạch và xây dựng bởi các lực lượng từ cả Bắc Triều Tiên và Hàn Quốc, cùng với sự đóng góp của các nhóm từ các quốc gia khác, đặc biệt là Trung Quốc và Mỹ. Sáng kiến này được tài trợ chủ yếu bởi các phong trào Tin Lành. Ban đầu dự kiến ra mắt vào năm 2003, dự án đã bị trì hoãn trong vài năm và bắt đầu hoạt động vào tháng 10 năm 2010.

## Lịch sử
Trường đặt tại vùng nông thôn ngoại ô Bình Nhưỡng trong một khu vực hành chính riêng biệt nhưng gần gũi với sự cho phép cần thiết để truy cập vào Bình Nhưỡng. Sau khi đàm phán giới thiệu, dự án PUST đã được bắt đầu vào năm 2001, theo sáng kiến của Giáo sư Kim Chin Kyung, được xác nhân trong một cuộc họp cá nhân với cựu lãnh đạo Triều Tiên Kim Jong-Il. Thành tựu trước đó của Giáo sư Kim bao gồm là chủ tịch sáng lập của Đại học Khoa học và Công nghệ Diên Biên (YUST) ở phía đông bắc Trung Quốc, nhưng ở trong Châu tự trị Diên Biên, Thành lập năm 1992. PUST sẽ hợp tác với YUST và rút kinh nghiệm.
Ngoại trừ các khóa học ngoại ngữ, tất cả các giảng dạy được thực hiện bằng tiếng Anh. Hầu như tất cả các giảng viên làm việc như là tình nguyện viên và đến từ một nền tảng Kitô giáo, với chủ tịch nói:
"Trong khi các kỹ năng được dạy là về bản chất kỹ thuật, tinh thần làm nền tảng cho liên doanh lịch sử này là Kitô giáo...."
Các kế hoạch xây dựng PUST đã gặp khó khăn về chính trị và chậm lại trong năm 2005 và 2006, liên quan đến vụ thử hạt nhân năm 2006 của Triều Tiên, nhưng sau đó đã được nối lại và hoàn thành nó. Các lớp học PUST bắt đầu vào mùa thu tháng 10 năm 2010. Nó đã khai giảng chính thức vào tháng 9 năm 2010 và dự định tuyển sinh tới 200 sinh viên mỗi năm, từ cả hai miền Triều Tiên. Các kế hoạch bao gồm việc thuê tới 250 giảng viên từ các trường đại học và tổ chức nghiên cứu ở Hàn Quốc, Trung Quốc, Hoa Kỳ và các quốc gia khác. Là một trường đại học liên doanh, PUST được coi là một đóng góp cho quá trình thống nhất đất nước Hàn Quốc.
Kim Hak Song, người quản lý một trang trại do khoa nông nghiệp của trường điều hành, đã bị giam giữ vì tội thực hiện hành vi tội phạm thù địch trên mạng đối với đất nước vào ngày 6 tháng 5 năm 2017. Kim Sang-duk, người cũng làm việc cho trường, đã bị bắt vì tội tương tự vào ngày 22 tháng 4. Cả hai đều được thả ngày 8/5/2018, sau yêu cầu của Ngoại trưởng Hoa Kỳ Mike Pompeo sau các cuộc đối thoại chuẩn bị cho Hội nghị thượng đỉnh Mỹ-Triều được tổ chức giữa Tổng thống Donald Trump và Lãnh đạo tối cao Kim Jong-un vào tháng 6 năm 2018.
Do lệnh cấm người Mỹ du lịch tới Bắc Triều Tiên do Bộ Ngoại giao Hoa Kỳ ban hành vào giữa tháng 7 năm 2017, trường đã bắt đầu kỳ học mùa thu mà không có mà không có hàng tá nhân viên Mỹ vào tháng 9, khoảng 60 trong số 130 người nước ngoài trong trường,bao gồm các giảng viên, nhân viên và thành viên gia đình, vì không ai trong số họ nhận được sự cho phép đặc biệt để ở lại.

## Mục tiêu
Mục tiêu của PUST là đóng góp cho sự phát triển kinh tế của Bắc Triều Tiên bằng cách đào tạo các chuyên gia và nhà lãnh đạo trong các ngành kỹ thuật, thông thạo tiếng Anh và một ngoại ngữ khác (giống như tiếng Trung và tiếng Đức), và đã quen làm việc trong môi trường quốc tế. Bằng cấp Cử nhân Khoa học và doctorate sẽ được trao trong Kỹ thuật điện và máy tính(ECE), Nông nghiệp và Khoa học đời sống (ALS), Tài chính quốc tế và quản trị (IFM). Trường có kế hoạch mở trường đào tạo về Y tế công cộng và Kỹ thuật xây dựng vào đầu năm 2013.
Sinh viên thi đậu và giáo sư có quyền truy cập internet, nhưng nó được lọc và theo dõi.